# 笪移今
笪移今（1909年—1998年10月19日），曾用名笪宜钧，江苏句容人，中華人民共和國政治人物。

## 生平
早年被国民党逮捕入狱，1938年后，任南昌《政治情报》月刊主编，中国工业合作协会东南区工合干川班主任，中国工业经济研究所专员，重庆民治新闻专科学校教授。1944年后，任重庆上海银行经济研究员，中国经济事业协进会总干事，《观察》周刊创办人之一、代理主编。中华人民共和国成立后，历任上海震旦大学教授、上海法政学院教授，院长，复旦大学教授、世界经济系学术委员会主任。是九三学社创始人之一，曾任第一、二届理事会理事，第三届中央候补委员，第四、五、六届中央委员，第七届中央常委，后任九三学社中央参议委员会副主任，上海市委会名誉主委。1998年10月19日，去世。